# José Gonzalo Escobar
José Gonzalo Escobar Beltrán (Mazatlán, Sinaloa; 31 de enero de 1892-Ciudad de México, 16 de diciembre de 1969), fue un militar mexicano que participó en la Revolución mexicana. Fue el líder de la rebelión escobarista, que desconocía al presidente interino de México Emilio Portes Gil y se proponía a sí mismo como presidente.

## Revolución Mexicana
Nació en Mazatlán, Sinaloa, el 31 de enero de 1892, siendo hijo de Don José Escobar y de Doña Irma Nabora Beltrán. Se incorporó en 1913 a la lucha constitucionalista; destacó en el Cuerpo de Ejército del Noroeste. Participó en la lucha sonorense contra Venustiano Carranza en 1920 y representó a Adolfo de la Huerta en la revolución de Villa.
Fue jefe de operaciones en varias entidades federativas y luchó en 1924 contra la Rebelión delahuertista, triunfando en la batalla de Palo Verde y en la toma de Ocotlán. También combatió al general Arnulfo R. Gómez en 1927, a quién derrotó, hizo prisionero, y ejecutó.

## Rebelión escobarista
En marzo de 1929 se rebeló a su vez, encabezando un movimiento que se llamó “Renovador” y que lanzó el manifiesto de Hermosillo, Sonora, contra Emilio Portes Gil cuando éste era presidente interino; el movimiento tenía como primer objetivo evitar que Calles impusiera al nuevo presidente (Pascual Ortiz Rubio), el segundo objetivo era colocar a Escobar como sucesor de Portes Gil. 
Llegó a tomar las plazas de  Saltillo, Durango, Parral, Navojoa, Nogales, Monterrey, Veracruz, Torreón y otras en los estados de Sinaloa y Sonora; a este movimiento se le conoce como Rebelión escobarista, trató de financiarse saqueando a los bancos particulares de las poblaciones mencionadas, excepto los del puerto de Veracruz, y al recién creado Banco de México, dinero que se llevaron los rebeldes en su huida a Estados Unidos, curiosamente los generales que lo secundaron y que saquearon los bancos Nacional de México, de Londres y México, entre los más importantes, aceptaron firmar los documentos que comprobaban los montos que se llevaron de cada uno de ellos 
Respecto al Banco de México, se tiene que el general Escobar tenía cuenta en él, y aunque se había apoderado de buena parte de sus fondos durante su movimiento rebelde, ya posteriormente, en 1938, solicitaría que se le entregaran 28 mil pesos correspondientes a su cuenta personal, que le fueron entregados dado que el Gobierno Federal jamás había ordenado su incautación. 
Al fracasar el movimiento y derrotado por generales federales, siendo Secretario de Guerra interino Plutarco Elías Calles, dado que el general Joaquín Amaro debido a un accidente no pudo continuar como titular de dicha Secretaría. El general Escobar huyó de México, saliendo por Ciudad Juárez, llevándose su valioso botín de guerra, para terminar exiliándose en Canadá, pudiendo regresar a México hasta el año de 1943 cuando el presidente de la República el general Manuel Ávila Camacho quien tratando de ejercer una política conciliadora en todos los niveles, le otorgó el perdón.

## Vida posterior
Curiosa o paradójicamente se tiene que para el año 1952 J. Gonzalo Escobar ya había sido ascendido General de División, e incluso se le nombraría como Primer Vicepresidente del Consejo Supremo de la Asociación Política y Social Revolucionaria, por lo que organizaría un banquete que se realizará en honor del Presidente de esa Asociación, el general de división Jacinto B. Treviño, Senador electo de la República por el Estado de Coahuila, al cual acudieron muchos de los más importantes políticos de México de ese entonces.[cita requerida]
Murió en la Ciudad de México el 16 de diciembre de 1969. Fue sepultado en el Panteón Francés La Piedad.